# Balut

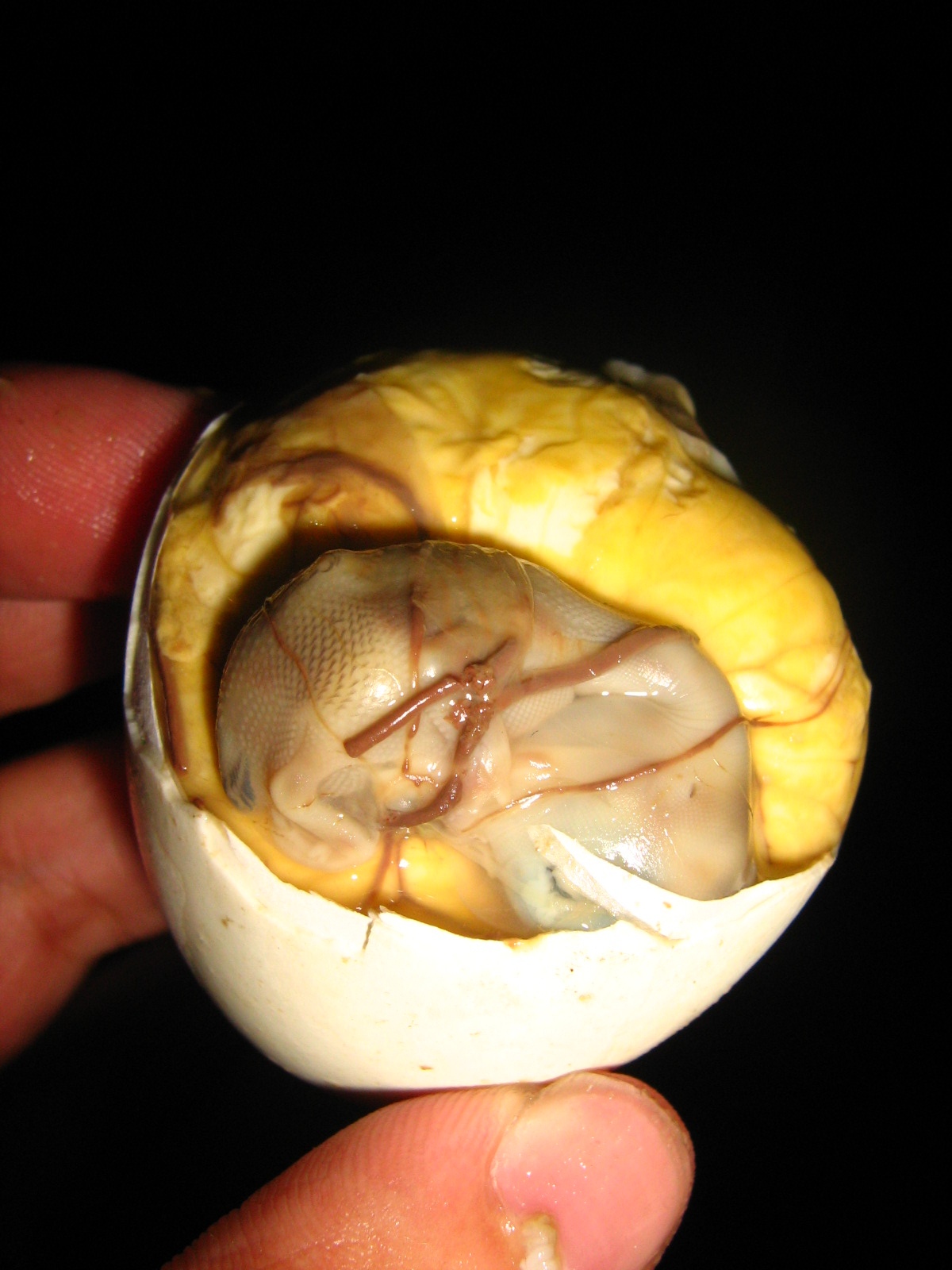
Balut

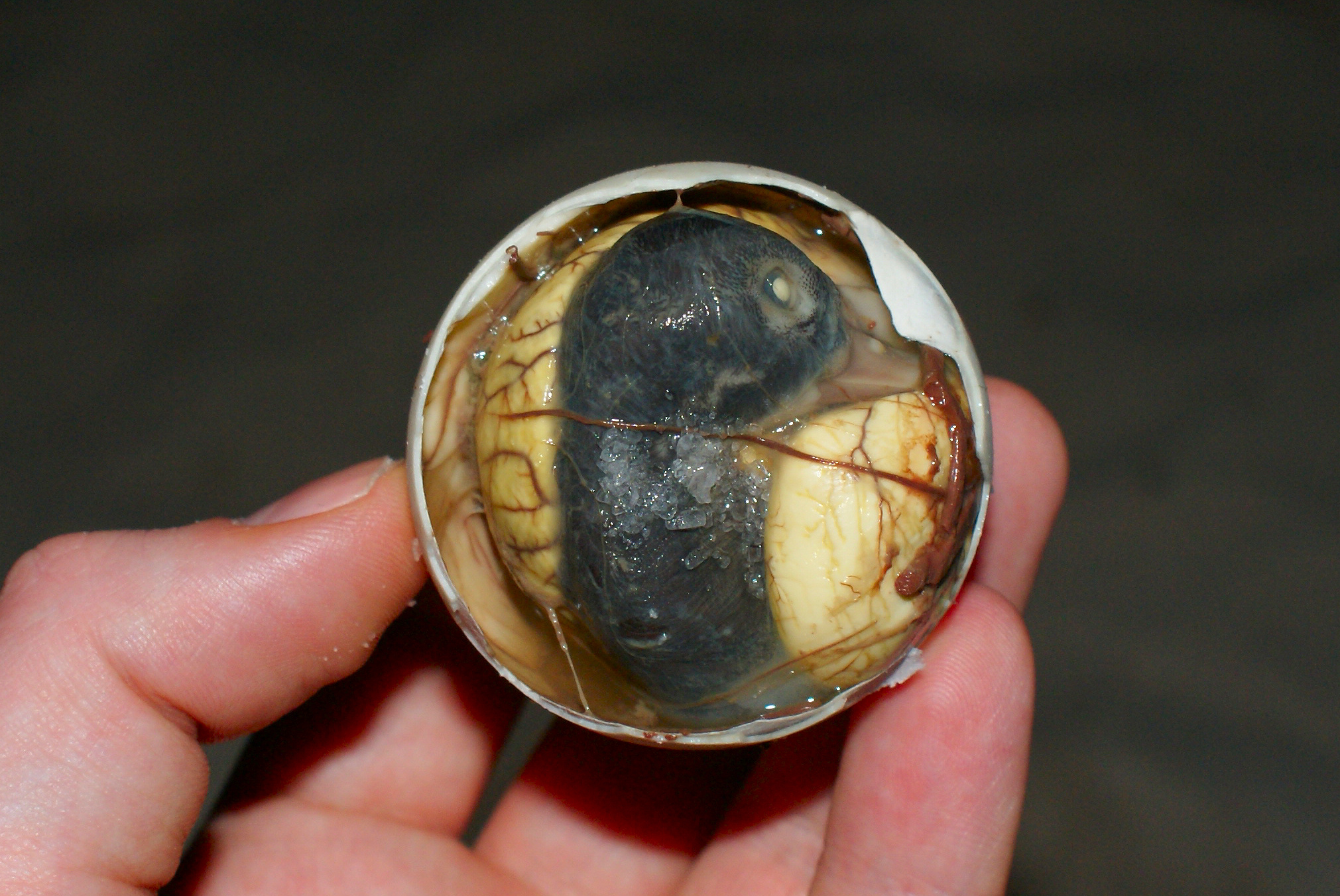
Entenbalut

Balut ist ein angebrütetes gekochtes Enten- oder Hühnerei, das vor allem auf den Philippinen und in Vietnam, Kambodscha und Laos als Lebensmittel konsumiert wird. In China wird es eher selten gegessen. Balut ist auch außerhalb dieser Länder erhältlich, zum Beispiel in den US-Bundesstaaten Kalifornien und Hawaii, wo relativ viele Filipinos leben. In den europäischen und europäisch beeinflussten Küchen sind angebrütete Eier nicht verbreitet und fallen in den Bereich der Nahrungstabus.
Hausenten werden auf den Philippinen nicht zuletzt für die Produktion von Balut gehalten. Die Hersteller sind darauf spezialisiert und heißen mangbalut. Die Eier werden etwa zwei Wochen lang in speziellen Körben warm gehalten. Am 9. Tag werden die Eier durchleuchtet und diejenigen ohne Küken aussortiert. Eier, in die Wasser eingedrungen ist, werden abnoy genannt. Sie werden als spezielles Rühreigericht gegessen. Balut werden etwa ab dem 14. Bruttag vermarktet. Bei den Filipinos gelten 17 Tage alte Eier (balut sa puti) als ideal; vorher ist der Embryo noch kaum wahrnehmbar. Die vietnamesische Küche bevorzugt 19 Tage alte Eier mit deutlich sichtbarem Körper.

## Zubereitung
Balut werden 20 bis 30 Minuten gekocht. Gegessen werden die noch warmen Eier üblicherweise, indem zunächst ein Stück der Schale entfernt, etwas Salz hineingestreut und dann die Flüssigkeit ausgeschlürft wird. Danach wird das ganze Ei geschält und mit Salz gewürzt, teilweise auch mit Essig oder Sojasauce. Schnabel und Federn der Entenküken sind deutlich zu erkennen. Geschmacklich ist das ungewürzte bräunlichschwarze Fleisch eine Kombination aus salzig und scharf, die Schnabel- und Federnbestandteile etwas bissfester. Die Eier haben den Ruf, ein Aphrodisiakum und potenzsteigernd zu sein, was jedoch wissenschaftlich unbewiesen ist.
Balut werden auf den Philippinen häufig von Händlern auf der Straße verkauft, die sie in einer Warmhaltetasche aufbewahren und zu jedem Ei eine Portion Salz mitverkaufen. Es gibt sie auch in vielen Restaurants als Imbiss, oft frittiert und mit einem Essig-Chili-Dip serviert, als adobado in Essig und Knoblauch gekocht oder in einer Teighülle gebacken. Der philippinische Hersteller Andoy’s Best verkauft Balut als fertige Konserve mit verschiedenen Saucen, die bis zu zwei Jahre haltbar sein soll.
Da die Embryos bei der Zubereitung bei lebendigem Leib gekocht werden, stoßen Produktion und Verzehr von Baluteiern teilweise auf Kritik.